# Tassé
Tassé ist eine französische Gemeinde mit 289 Einwohnern (Stand: 1. Januar 2022) im Département Sarthe in der Region Pays de la Loire. Die Gemeinde gehört zum  Arrondissement La Flèche und zum Kanton Loué. Die Bewohner werden Tasséens und Tasséennes genannt.
Die Gemeinde erhielt 2022 die Auszeichnung „Zwei Blumen“, die vom Conseil national des villes et villages fleuris (CNVVF) im Rahmen des jährlichen Wettbewerbs der blumengeschmückten Städte und Dörfer verliehen wird.

## Geografie
Tassé liegt etwa 27 Kilometer westsüdwestlich von Le Mans in der historischen Provinz Maine. Umgeben wird Tassé von den Nachbargemeinden Chantenay-Villedieu im Norden, Pirmil im Nordosten, Noyen-sur-Sarthe im Osten und Südosten, Avoise im Süden, Asnières-sur-Vègre im Westen sowie Fontenay-sur-Vègre im Westen und Nordwesten.

## Bevölkerungsentwicklung

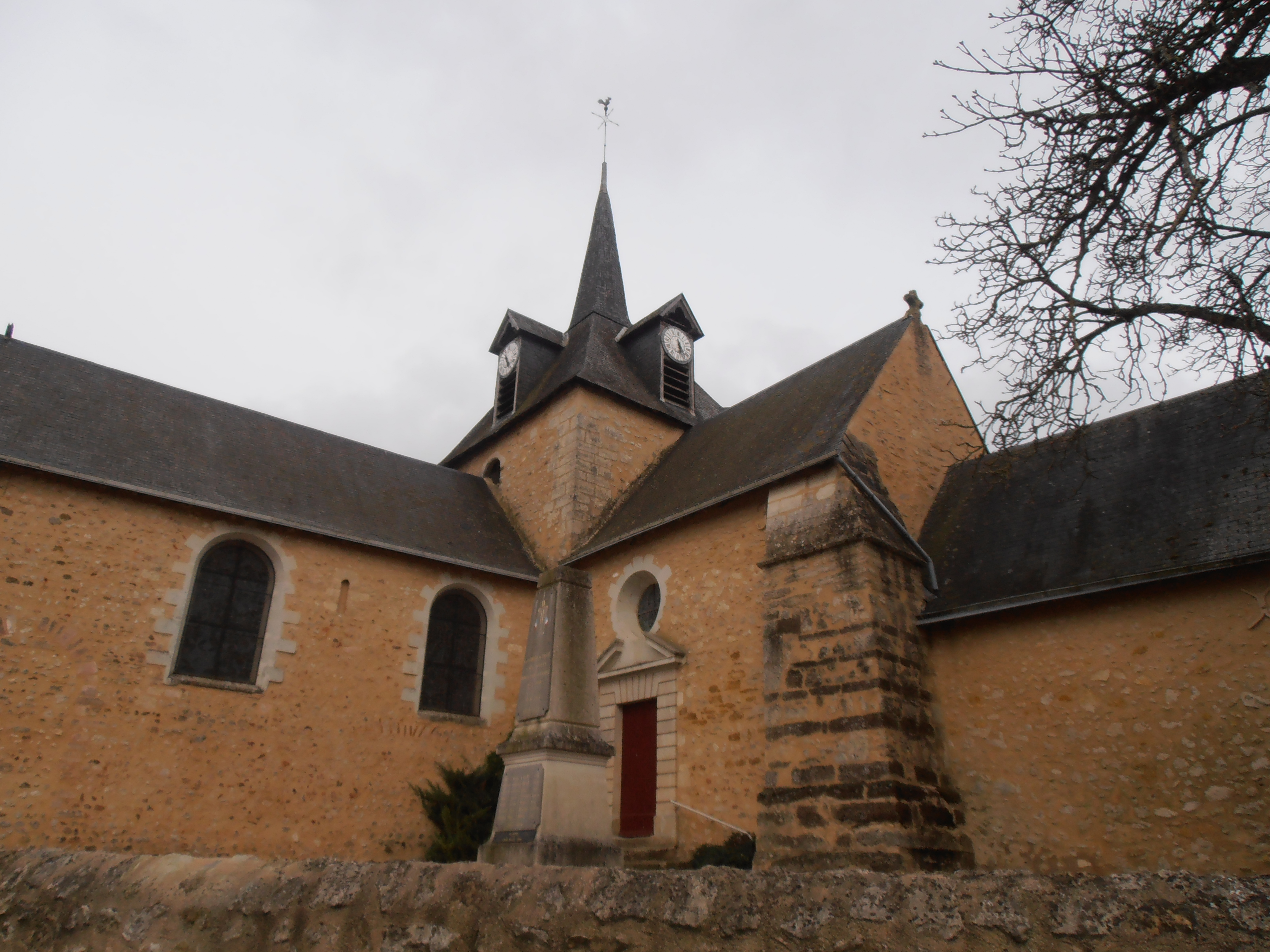
Kirche Saint-André

| 1962                       | 1968 | 1975 | 1982 | 1990 | 1999 | 2006 | 2013 | 2020 |
| -------------------------- | ---- | ---- | ---- | ---- | ---- | ---- | ---- | ---- |
| 335                        | 350  | 297  | 283  | 248  | 284  | 298  | 318  | 297  |
| Quellen: Cassini und INSEE |      |      |      |      |      |      |      |      |

## Sehenswürdigkeiten
- Kirche Saint-André